# Teratomyces
Teratomyces Thaxt. – rodzaj grzybów z rzędu owadorostowców (Laboulbeniaceae). Grzyby mikroskopijne, pasożyty stawonogów, głównie owadów (grzyby entomopatogeniczne).

## Systematyka
Pozycja w klasyfikacji według Index Fungorum: Teratomyces, Laboulbeniaceae, Laboulbeniales, Laboulbeniomycetidae, Laboulbeniomycetes, Pezizomycotina, Ascomycota, Fungi.
Takson ten utworzył Roland Thaxter w 1893 r.

## Gatunki
Index Fungorum w 2020 r. wymienia 12 gatunków tego rodzaju. W Polsce ich występowanie jest jeszcze słabo zbadane. Tomasz Majewski, jedyny polski mykolog zajmujący się nimi na szerszą skalę, do 2003 r. wymienił 3 gatunki występujące w Polsce, ale jeden z nich (Teratomyces brevicaulis) według Index Fungorum to synonim Teratomyces actobii:
- Teratomyces actobii Thaxt. 1894
- Teratomyces philonthi Thaxt. 1900